# Agathon Meurman
Pour les articles homonymes, voir Meurman.
Agathon Meurman (né le 9 octobre 1826 à Kangasala et mort le 17 janvier 1909 à Helsinki) est un fennomane, journaliste et homme politique finlandais.
Il est l'une des personnalités les plus influentes de son époque.
Il est le créateur de l'Encyclopédie finlandaise.

## Ouvrages
- (fi + fr) Dictionnaire Français-Finnois, 1877
- (fi) Veroista Suomessa, 1878
- (fi) Maatilojen yleiset rasitukset, 1880
- (fi) Sanakirja yleiseen sivistykseen kuuluvia tietoja varten (lire en ligne)
- (fi) Suomi ennen ja nyt, 1890
- (fi) Nälkävuodet 1860-luvulla, 1892
- (fi) Kuinka suomen kieli pääsi viralliseksi, Helsinki, Otava, 1993 (ISBN 951-9305-06-8)
- (fi + ru) Dictionnaire Russe-Finnois, 1895
- (fi) Muistelmat, 1909